# Ілитон
Ілито́н, розм. лито́н, заст. суда́рій (грец. ειλητόν — букв. «обгортка») — складова церковного начиння, освячена шовкова тканина, у якій зберігається згорнутий антимінс на Престолі. Символізує хустину, якою була огорнута голова Спасителя у Гробі.
Ілитон являє собою хустину з дорогої тканини, темно-червоного кольору, розміром принаймні вдвічі більше за антимінс. У час, коли не здійснюється Літургія, у ньому під Напрестольним Євангелієм знаходяться антимінс разом з антимінсною губкою. Під час Літургії оголошених ілитон розгортають і розстилають на ньому антимінс. Колись Літургію правили на самому ілитоні — антимінс завжди знаходився під індитією — верхнім облаченням Престолу. З цим пов'язують і поширену у Православній церкві традицію уживання ілитона темно-червоного кольору — на ньому краще помітні кришки просфор, які диякон мав прибрати губкою наприкінці служби. У XVI—XVII ст. антимінс стали покладати поверх ілитона, таким чином він перетворився на захисний покрив. У греко-католицькій та старообрядській традиції службу досі здійснюють прямо на ілитоні.
Ілитон веде своє походження від настільної скатерки, уживається з давніх часів як у грецькому, так і латинському обрядах. В останньому (як у католиків, так і протестантів) відомий під назвою корпорал (лат. corporale).